# Fedora (barret)

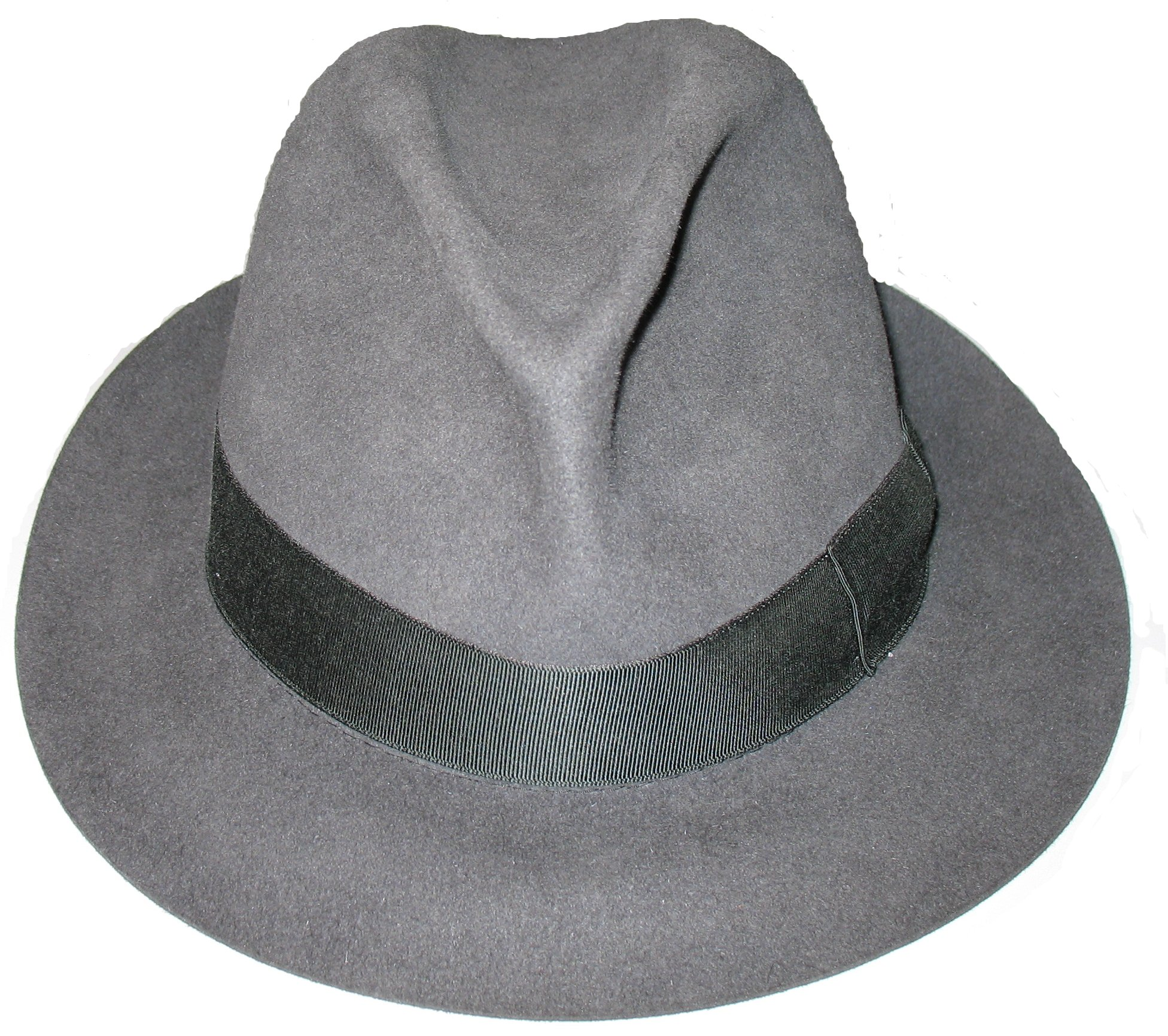
Fedora creat per Borsalino.

El fedora és un barret de feltre d'ala ampla amb un patró de corona particular. És un famós model de barret clàssic. El nom " fedora prové del barret que Sarah Bernhardt portava quan interpretava a l'heroïna de l'obra de teatre "Fédora" de Victorien Sardou. En ocasions es pot confondre amb el trilby.
És famós per haver estat vestit per Humphrey Bogart a la pel·lícula Casablanca, per Alain Delon i Jean-Paul Belmondo a la pel·lícula Borsalino, per Harrison Ford a la sèrie de pel·lícules d’Indiana Jones, per Michael Jackson per interpretar Billie Jean, o fins i tot per Olrik . Les aventures de Blake i Mortimer als còmics.
El fedora també es coneix sovint amb el nom de borsalino, tanmateix, Giuseppe Borsalino és simplement un fabricant de barrets els models de fedora del qual són famosos..
Normalment és feltre de pèl de conill, però també pot ser pèl de daví o llana per a productes gamma bàsica. La vora del fedora clàssic sol estar plegada per davant, o fins i tot cap al costat, però sempre lleugerament doblegada cap amunt a la part posterior del cap. Aquesta és la principal diferència que la distingeix de la fedora anomenada " Indiana Jones (del personatge de les pel·lícules del mateix nom), la vora del qual està uniformement baixada al voltant del cap.

## Història

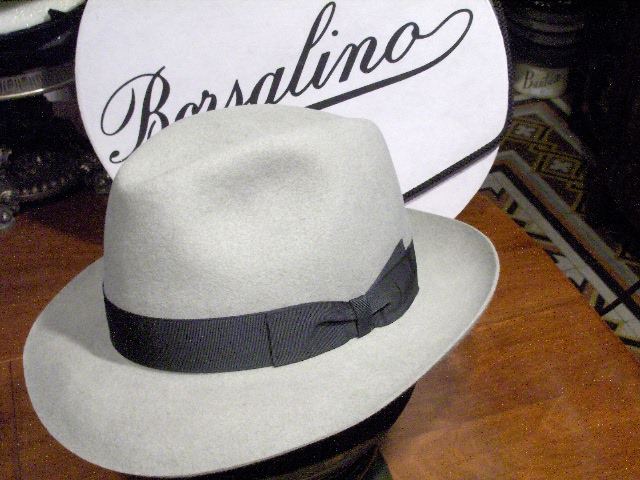
Fedora creat per Borsalino.

El terme fedora ja s'utilitzava el 1891. La seva popularitat es va disparar i, finalment, va eclipsar el Homburg d'aspecte similar. La paraula fedora prové del títol d'una obra de teatre de 1882 del dramaturg Victorien Sardou, Fédora, que va ser escrita per a Sarah Bernhardt. L'obra es va representar per primera vegada als Estats Units l'any 1889. Bernhardt va interpretar la princesa Fédora Romazoff, l'heroïna de l'obra. Durant l'obra, Bernhardt, un conegut travestis, portava un barret d'ala suau i plegat al centre. El barret estava de moda per a les dones, i el moviment pels drets de les dones el va adoptar com a símbol. Després que Eduard (príncep de Gal·les, més tard duc de Windsor) comencés a portar-los l'any 1924, es va fer popular entre els homes pel seu estil i la seva capacitat per protegir el cap de l'usuari del vent i la intempèrie. Des de principis del segle xx, molts haredi i altres jueus ortodoxos han fet que els fedora negres siguin normals per al seu desgast diari.

## Dones i fedora
A la dècada de 1880, molt abans que el fedora es fes popular entre els homes, l'actriu d'escenari francesa Sarah Bernhardt va popularitzar el fedora per a una dona. La paraula Fédora és el nom d'una obra de l'autor francès Victorien Sardou, on Bernhardt interpretava a la princesa Fédora Romazoff. Aviat es va convertir en un accessori de moda comú per a moltes dones, especialment entre les activistes que feien campanya per la igualtat de gènere a finals del segle XIX. El fedora va ser finalment adoptat com un símbol definitori del moviment pels drets de les dones.
Les dones continuen utilitzant el fedora, però, no tant com a principis del segle xx. El fedora femení varia en forma, textura i color. A més, aquests fedora vénen en gairebé tots els colors, des del negre bàsic fins al vermell brillant i fins i tot en l'estampat animal ocasional. Juntament amb els barrets de feltre per a homes, es va descriure els fedora per a dones que tornaven en un article sobre les tendències de la moda del 2007. Les gorres de beisbol, que havien estat l'element bàsic dels barrets, estaven experimentant un descens de popularitat enmig d'aquest "renaixement de fedora".

## En la cultura popular

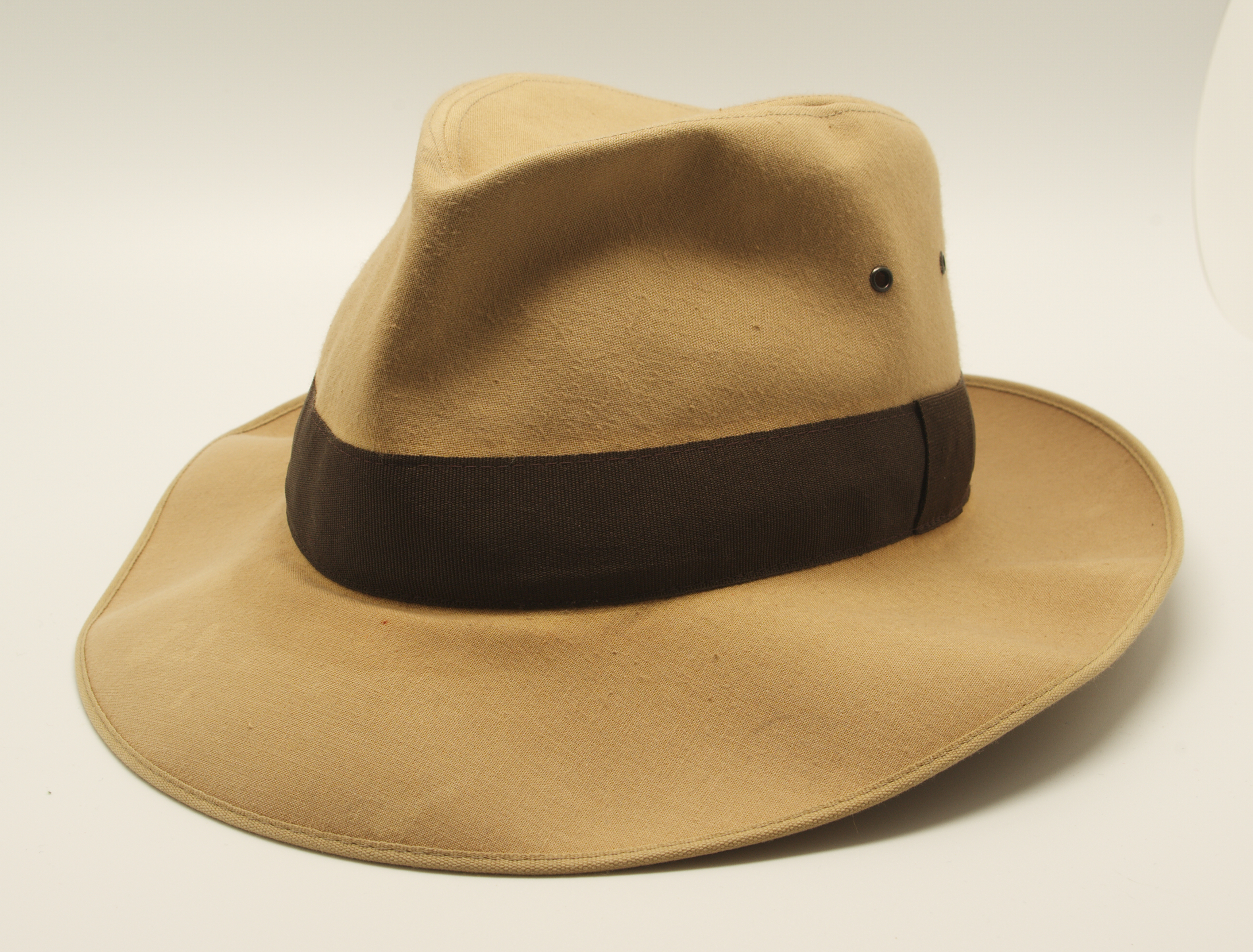
Fedora d' Indiana Jones.

L'entrenador Tom Landry va portar el barret mentre era l'entrenador en cap dels Dallas Cowboys. Més tard es convertiria en la seva imatge de marca. Un cenotafi dedicat a Landry amb una representació del seu fedora es va col·locar al cementiri oficial de l'estat de Texas a Austin a petició de la família. A més, els Cowboys van portar un pegat als seus uniformes durant la temporada 2000 que representava el fedora de Landry. El seu panell al "Ring of Honor" dels Cowboys presenta una representació d'un fedora on es mostra un número uniforme per als jugadors.
Dos personatges de Lupin III, Daisuke Jigen i Koichi Zenigata, porten barrets fedora de forma habitual; Jigen perquè és un gàngster retirat, i Zenigata perquè el seu aspecte es va inspirar en detectius d'antic com Dick Tracy .
Indiana Jones va tornar a popularitzar el fedora a la franquícia d' Indiana Jones. La història de fons de com obté el barret s'explica al pròleg d' Indiana Jones i l'última croada, la tercera pel·lícula de la sèrie, i el personatge que li dona el barret és acreditat com "Fedora". El Doctor Who de Tom Baker porta un Fedora gairebé idèntic al d'Indiana Jones.

## En el judaisme ortodox
En el judaisme ortodox, els fedora han estat una addició important a l'armari masculí. Els estudiants de ieixivà lituans de la primera meitat del segle XX portaven barrets lleugers durant l'oració i, de vegades, fins i tot mentre estudien, com es demostra en una imatge rara de la Ieixivà de Ponevezh i una foto de la Lomza Yeshiva, ambdues a l'est d'Europa. Tant les imatges com la fotografia mostren estudiants estudiant amb el barret. Els jueus hassídics portaven barrets negres, encara que no del tipus fedora, i a la meitat posterior del segle xx, els estudiants de ieixivà no jasídics (estil lituà) van començar a portar fedora negres (o blau fosc o gris). Avui en dia, molts estudiants de ieixivà i homes ortodoxos porten barrets fedora negres per a l'oració i molts fins i tot mentre passegen a l'exterior. En els últims anys, els jueus sefardites també van començar a portar barrets fedora negres.